# SMILF
SMILF fue una serie de televisión estadounidense de comedia creada, producida y protagonizada por Frankie Shaw, basada en una historia previa de Shaw que sacó adelante como cortometraje. Fue estrenada en Showtime el 5 de noviembre de 2017. El nombre de la serie hace un juego con la palabra MILF, utilizada en el argot pornográfico, añadiéndole una "S" al comienzo que bien significa "Single" (ya que la protagonista es madre soltera) o "Southie" (por ubicarse al sur de Boston, de donde es la propia Shaw).
La serie está coprotagonizada por Rosie O'Donnell, que interpreta el papel de Tutu, la madre de la protagonista, de nombre Bridgette. Junto a ella, comparten gran parte del plantel Connie Britton, como jefa de Bridgette, así como Miguel Gomez, Samara Weaving y Raven Goodwin, entre otros.
Pocos días después de su estreno, Showtime la renovó por una segunda temporada, que comenzó a rodarse a principios de 2018, y acabó estrenándose en enero de 2019. En España, SMILF fue emitida por Movistar Series.
El 8 de marzo de 2019, Showtime canceló la serie tras de dos temporadas después de los datos de audiencias y de complicaciones internas derivadas por informes de los miembros del elenco y del equipo de realización, con acusaciones de conducta indebida en el set.

## Trama
La serie cuenta la historia de la vida de Bridget (Frankie Shaw), una joven madre soltera que vive en un piso destartalado al sur de Boston con su hijo Larry. Intenta sobrevivir como profesora de apoyo para los hijos de una familia rica, mientras que paralelamente intenta convertirse en actriz y triunfar en la liga femenina de baloncesto.

## Reparto

### Principales
- Frankie Shaw como Bridgette.
- Miguel Gomez como Rafi.
- Samara Weaving como Nelson Rose.
- Rosie O'Donnell como Tutu.
- Anna y Alexandra Reimer como Larry.

### Recurrentes
- Connie Britton como Ally.
- Raven Goodwin como Eliza.
- Mark Webber como Father Eddie.
- Bodega Bamz como Carlos.

## Episodios
| Temporada | Temporada | Episodios | Estreno                | Final                   |
| --------- | --------- | --------- | ---------------------- | ----------------------- |
|           | 1         | 8         | 5 de noviembre de 2017 | 31 de diciembre de 2017 |
|           | 2         | 10        | 20 de enero de 2019    | 31 de marzo de 2019     |

### Temporada 1 (2017)
| (serie) | (temp.) | Título                                                              | Director(es)    | Guionista(s)                    | Fecha de estreno        | Audiencia (Millones) |
| --- | ------- | ------------------------------------------------------------------- | --------------- | ------------------------------- | ----------------------- | -------------------- |
| 1 | 1       | «A Box of Dunkies & Two Squirts of Maple Syrup»                     | Frankie Shaw    | Frankie Shaw                    | 5 de noviembre de 2017  | 0.768                |
| Bridgette empieza a preocuparse de que, tras ser madre, su sexualidad esté de capa caída, así que aprovecha el encuentro con un antiguo amigo para testear. Mientras tanto, descubre que el padre de su hijo tiene nueva novia. |         |                                                                     |                 |                                 |                         |                      |
| 2 | 2       | «1,800 Filet-O-Fishes & One Small Diet Coke»                        | Leslye Headland | Frankie Shaw y Emily Goldwyn    | 12 de noviembre de 2017 | 0.547                |
| Bridgette se queda a cargo de la casa de su amiga Ally por un día y aprovecha para fantasear sobre cómo sería su vida siendo madre con dinero. Mientras tanto, Nelson vacuna a Larry sin que Rafi lo sepa.                      |         |                                                                     |                 |                                 |                         |                      |
| 3 | 3       | «Half a Sheet Cake & A Blue-Raspberry Slushie»                      | Leslye Headland | Frankie Shaw y Jess Dweck       | 19 de noviembre de 2017 | 0.476                |
| Nelson convence a Bridge de usar técnicas de visualización para mejorar su vida. Motivada por el éxito financiero de Eliza con una iniciativa en línea, Bridgette recurre a Craiglist para ganar dinero rápido.                 |         |                                                                     |                 |                                 |                         |                      |
| 4 | 4       | «Deep-Dish Pizza & A Shot of Holy Water»                            | Leslye Headland | Karey Dornetto                  | 26 de noviembre de 2017 | 0.516                |
| Bridgette, Eliza y Nelson participan en una carrera extrema en terreno embarrado. Rafi y Tutu bautizan a Larry sin el consentimiento de su madre.                                                                               |         |                                                                     |                 |                                 |                         |                      |
| 5 | 5       | «Run, Bridgette, Run or Forty-Eight Burnt Cupcakes & Graveyard Rum» | Amy York Rubin  | Zach Strauss                    | 3 de diciembre de 2017  | 0.529                |
| Bridge se enfrenta a tres escenarios separados en el día del padre y debe elegir diferentes caminos para perdonar a Rafi por bautizar a Larry.                                                                                  |         |                                                                     |                 |                                 |                         |                      |
| 6 | 6       | «Chocolate Pudding & A Cooler of Gatorade»                          | Amy York Rubin  | Sarah L. Jones y Mel Shimkovitz | 10 de diciembre de 2017 | 0.575                |
| Habiendo descubierto su verdadera pasión por el baloncesto, Bridgette decide hacer pruebas para la WNBA. La visita de Rafi al padre Eddie lo deja en duda. Tutu reconecta con alguien de su pasado.                             |         |                                                                     |                 |                                 |                         |                      |
| 7 | 7       | «Family-Sized Popcorn & A Can of Wine»                              | Frankie Shaw    | Scott King                      | 17 de diciembre de 2017 | 0.567                |
| Bridgette se pasa el día con Eliza y Larry buscando su coche después de que se lo haya llevado la grúa. Tutu sufre un brote maníaco depresivo.                                                                                  |         |                                                                     |                 |                                 |                         |                      |
| 8 | 8       | «Mark's Lunch & Two Cups of Coffee»                                 | Frankie Shaw    | Frankie Shaw                    | 31 de diciembre de 2017 | 0.407                |
| Bridgette consigue un 'match' en Tinder: con su propio padre. Tutu se prepara para un crucero. Rafi deja su vida de sobrio y se muda con Nelson.                                                                                |         |                                                                     |                 |                                 |                         |                      |

### Temporada 2 (2019)
| (serie) | (temp.) | Título                                            | Director(es)     | Guionista(s)                                   | Fecha de estreno      | Audiencia (Millones) |
| --- | ------- | ------------------------------------------------- | ---------------- | ---------------------------------------------- | --------------------- | -------------------- |
| 11 | 1       | «Mierda, la he jorobado en serio»                 | Frankie Shaw     | Scott King                                     | 20 de enero de 2019   | 0.242                |
| Bridgette marcha a Filadelfia siguiendo el rastro de su padre biológico, si bien acaba en un callejón sin salida. Mientras, en Boston, Tutu deja al pequeño Larry al cuidado de Joe, quien muere mientras tanto después de tomarse una sobredosis de pastillas para dormir. |         |                                                   |                  |                                                |                       |                      |
| 12 | 2       | «Perdona, María, pero estoy perdiendo la fe»      | Frankie Shaw     | Frankie Shaw y Rachel Leavitt                  | 27 de enero de 2019   | 0.203                |
| Bridgette intenta quitarse un tatuaje y hace buenas migas con su tatuador, quien le pide una cita. Cuando intenta encontrar a alguien que cuide de Larry para su cita, acaba en las redes de Ally para que acabe cenando con ella, ya que es su cumpleaños. En mitad de la cena, Ally le anuncia a Bridgette que la despide como profesora de sus hijos.                                                       |         |                                                   |                  |                                                |                       |                      |
| 13 | 3       | «Sustitutas maternas inspirando lealtad familiar» | Frankie Shaw     | Emily Goldwyn y Jess Lamour                    | 10 de febrero de 2019 | 0.206                |
| En el cumpleaños de Ally, tres historias paralelas revelan los efectos de la noche de Bridgette. Sintiéndose ignorada por su marido, Ally sale en busca de una extraña bolsa. Ida cuida de los niños de Ally. |         |                                                   |                  |                                                |                       |                      |
| 14 | 4       | «Soy mujer idealizando la feminidad»              | Frankie Shaw     | Heather V. Regnier                             | 17 de febrero de 2019 | 0.196                |
| Larry pasa el fin de semana con Rafi y Nelson invita a Bridgette a ir a un salón con ella. Mientras se arregla el cabello, se encuentra con una novia y entablan amistad, acabando por ser invitada a un partido de polo previo a su boda. |         |                                                   |                  |                                                |                       |                      |
| 15 | 5       | «Siempre madres incluso liando follones»          | Cate Shortland   | Frankie Shaw                                   | 24 de febrero de 2019 | 0.142                |
| Establecido en 2014, el episodio se centra en las vivencias de Bridgette todavía embarazada de Larry y comprometida con Rafi. La pareja discute sobre el hecho de que Rafi haya besado a otra mujer recientemente y Bridgette quiera tener un parto en casa. Las contracciones de Bridgette se intensifican a lo largo de la noche y ella le dice a Rafi que no puede casarse con él justo antes de dar a luz. |         |                                                   |                  |                                                |                       |                      |
| 16 | 6       | «Ser madre implica limosna financiera»            | Cate Shortland   | Frankie Shaw y Jessica Moore                   | 3 de marzo de 2019    | 0.215                |
| Bridgette descubre la letra pequeña de las ayudas financieras. Rafi y Nelson se llevan cada vez mejor a medida que aceptan la realidad de su convivencia. |         |                                                   |                  |                                                |                       |                      |
| 17 | 7       | «Sonreír más incrementa las feromonas»            | Kerry Washington | Frankie Shaw, Thembi L. Banks y Rochée Jeffrey | 10 de marzo de 2019   | 0.250                |
| En la celebración de la graduación de Eliza, Bridgette asume la no reconocida división racial entre las dos amigas. Eliza admite que la desconexión de Bridgette es lo que da fuerza a su amistad. |         |                                                   |                  |                                                |                       |                      |
| 18 | 8       | «Su mujer ideal lamenta fracasar»                 | Cate Shortland   | Emily Goldwyn                                  | 17 de marzo de 2019   | 0.185                |
| Bridgette organiza una despedida de soltero para Rafi. Nelson celebra su compromiso con su madre y su hermana, sacando a la luz tensiones familiares no resueltas. Jackie ayuda a Tutu a aceptar la realidad de su vida fuera de Southie. |         |                                                   |                  |                                                |                       |                      |
| 19 | 9       | «Soy Madre Incumpliendo La Fe»                    | Zach Strauss     | Frankie Shaw y Zach Strauss                    | 24 de marzo de 2019   | 0.175                |
| 18 | 10      | «Sólo Madres Interesadas en Levantar Familias»    | Cate Shortland   | Zach Strauss y Halley Feiffer                  | 31 de marzo de 2019   | 0.149                |

## Recepción

### Opinión de la crítica
El sitio web Rotten Tomatoes reportó un índice de aprobación del 79% basado en 33 comentarios, con una calificación promedio de 6,31 sobre 10, explicando que la trama se hace amena, si bien araña los problemas de una familia disfuncional en todas sus vertientes, con un núcleo bastante tierna gracias a la protagonista y con un aire "sorprendentemente fresco". Metacritic, por su parte, gracias a 20 críticas, la puntuó con un 64 sobre 100, indicando "revisiones generalmente favorables". La serie fue incluida en el tercer puesto de la lista creada por Refinery 29 sobre "los 17 mejores programas de televisión para mujeres de 2017", diciendo de SMILF que "es un programa necesario para ver [...] lamentablemente, la televisión rara vez permite que las mujeres tengas tanto que ofrecer en pantalla".

### Premios y nominaciones
| Año  | Ceremonia            | Resultado | Premio                                    | Nominado     | Trabajo |
| ---- | -------------------- | --------- | ----------------------------------------- | ------------ | ------- |
| 2018 | Premios Globo de Oro | Nominada  | Mejor serie – Comedia o musical           | —            | SMILF   |
| 2018 | Premios Globo de Oro | Nominada  | Mejor actriz de serie – Comedia o musical | Frankie Shaw | SMILF   |